# Milan Gajić (ur. 1986)
Milan Gajić (ur. 17 listopada 1986 w Kruševacu) – serbski piłkarz występujący najczęściej na pozycji defensywnego pomocnika. Od 2017 gra w FC Vaduz.

## Kariera klubowa
Milan Gajić zawodową karierę rozpoczął w 2003 w klubie ze swojego rodzinnego miasta – Napredaku Kruševac. W jego barwach zadebiutował w rozgrywkach pierwszej ligi. Powrócił do niej jednak dopiero w sezonie 2007/2008, kiedy to liga Serbii i Czarnogóry była już podzielona na 2 odrębne. W 2007 Gajić przebywał na wypożyczeniu w portugalskiej Boaviscie, dla której rozegrał 3 mecze w Primeira Liga, wszystkie zremisowane 0:0.
W lipcu 2008 Gajić przeniósł się do szwajcarskiego FC Luzern. W pierwszej lidze zadebiutował 9 sierpnia w przegranym 0:1 meczu z FC Aarau. W sezonie 2008/2009 serbski zawodnik rozegrał 22 ligowe spotkania, w tym 15 w podstawowym składzie. Razem z ekipą z Lucerny zajął 9. miejsce w końcowej tabeli i utrzymał się w lidze dzięki wygranej w barażowym dwumeczu z FC Lugano. Gajić strzelił dla swojego klubu 3 gole: w pojedynkach z FC Zürich (1:3), FC Vaduz (3:1) oraz Grasshopper Club (1:1).
5 maja 2009 Serb podpisał 4-letni kontrakt z FC Zürich. 29 lipca w przegranym 2:3 spotkaniu ze słoweńskim Mariborem zadebiutował w rozgrywkach Ligi Mistrzów. FC Zürich został wyeliminowany z rozgrywek w rundzie grupowej, w której zajął ostatnie miejsce w swojej grupie. Gajić w zremisowanym 1:1 meczu ostatniej kolejki z Milanem strzelił bramkę z rzutu wolnego.